# Список правителів розділеної Польщі
Правителі Польщі після розділів Речі Посполитої — список осіб, що керували землями Речі Посполитої після її розділів у 1772, 1793 та 1795 роках.

## Великі Князі Познані
| Ім'я та роки життя                   | Портрет | Роки правління | Коротка характеристика правителя                                                       |
| ------------------------------------ | ------- | -------------- | -------------------------------------------------------------------------------------- |
| Фрідріх Вільгельм III (Гогенцоллерн) |         | 1815–1840      | Велике Князівство Познанське засноване у 1815 році.                                    |
| Фрідріх Вільгельм IV (Гогенцоллерн)  |         | 1840–1861      | Князівство стало Провінцією Познань відповідно до Прусської конституції 5 грудня 1848. |
| Вільгельм I (Гогенцоллерн)           |         | 1861–1888      |                                                                                        |
| Фрідріх III (Гогенцоллерн)           |         | 1888           |                                                                                        |
| Вільгельм II (Гогенцоллерн)          |         | 1888–1918      | 28.11.1918 зрікся престолу.                                                            |

## Герцоги Данцингу
| Ім'я та роки життя   | Портрет | Роки правління | Коротка характеристика правителя                                                                 |
| -------------------- | ------- | -------------- | ------------------------------------------------------------------------------------------------ |
| Франсуа Жозеф Лефевр |         | 1807—1814      | Вільне місто засноване Наполеоном Бонапартом у 1807 році, у 1814 Данцинг був повернутий Пруссії. |

## Герцоги або Князі Варшави
| Ім'я та роки життя | Портрет | Роки правління | Коротка характеристика правителя |
| ------------------ | ------- | -------------- | --- |
| Фрідріх Август І   |         | 1807—1815      | Князівство засноване Наполеоном Бонапартом у 1807 році, було в особистій унії з наполеонівським альянсом, зайняте прусськими і російськими військами у 1815. |

## Королі та королевиГаличини та Володимирії
| Ім'я та роки життя                                    | Портрет | Роки правління | Коротка характеристика правителя |
| ----------------------------------------------------- | ------- | -------------- | --- |
| Марія-Терезія (Габсбурги)                             |         | 1772—1780      | «Королівство Галичини та Володимирії (Лодомерії)» утворене у 1772 році.                                                                           |
| Йозеф II (Йосип II) (Габсбурги-Лотаринзькі)           |         | 1780—1790      | |
| Леопольд II (Габсбурги-Лотаринзькі)                   |         | 1790—1792      | |
| Франц II (Габсбурги-Лотаринзькі)                      |         | 1792—1835      | Останній імператор Священної Римської імперії німецької нації з 7 липня1792 по 6 серпня 1806 року, перший імператор Австрії з 11 серпня1804 року. |
| Фердинанд I (Габсбурги-Лотаринзькі)                   |         | 1835—1848      | У 1846, внаслідок невдалого повстання Вільне, незалежне і повністю нейтральне місто Краків з краєм анексувала Австрійська імперія.                |
| Франц Йозеф I (Франц Йосиф I) (Габсбурги-Лотаринзькі) |         | 1848—1916      | У лютому 1867 Австрійська імперія була перетворена на дуалістичну Австро-Угорщину.                                                                |
| Карл І (Габсбурги-Лотаринзькі)                        |         | 1916—1918      | Оголосив, що «відстороняється від управління державою», підкреслюючи, що це не є зреченням від престолу.                                          |

## Королі та ЦаріКонгресового королівства
| Ім'я та роки життя                                          | Портрет | Роки правління | Коротка характеристика правителя |
| ----------------------------------------------------------- | ------- | -------------- | --- |
| Олександр I Павлович (Гольштейн-Готторпи; 1777–1825)        |         | 1815—1825      | Королівство Польське Конгресове було утворене з Варшавського герцогства згідно з рішеннями Віденського конгресу                                                                                    |
| Микола I Павлович (Гольштейн-Готторпи; 1796–1855)           |         | 1825—1855      | За його правління було придушено Листопадове повстання 1830—1831. У січні 1831 Сейм детронізував російського імператора як короля Польщі.                                                          |
| Олександр II Миколайович (Гольштейн-Готторпи; 1818–1881)    |         | 1855—1881      | У 1863—1864 рр. край був остаточно об'єднаний з Російською імперією. |
| Олександр III Олександрович (Гольштейн-Готторпи; 1845–1894) |         | 1881—1894      | |
| Микола II Олександрович (Гольштейн-Готторпи; 1868–1918)     |         | 1894—1917      | За Миколи II Російська імперія вступила в Першу світову війну. В Росії відбулося дві революції (1905–1907 і 1917). Внаслідок останньої відрікся від престолу; 1918 року розстріляний більшовиками. |